# Формування туристично-рекреаційних кластерів
Формування туристично-рекреаційних кластерів — процес об'єднання суб’єктів туристичної та рекреаційної діяльності в єдину територіально-організаційну систему з метою підвищення конкурентоспроможності регіону, ефективного використання ресурсного потенціалу, створення доданої вартості та забезпечення сталого розвитку.

## Сутність туристично-рекреаційного кластеру
Туристично-рекреаційний кластер — це сукупність взаємопов’язаних підприємств, установ і організацій, що функціонують у сфері туризму та рекреації, розташованих на певній території та об’єднаних спільними інтересами і стратегічними цілями. Кластери можуть включати:
- туристичні агенції;
- готельно-ресторанний бізнес;
- об’єкти природної та культурної спадщини;
- транспортні підприємства;
- заклади освіти, що готують фахівців у сфері туризму;
- органи місцевого самоврядування.

## Основні етапи формування
1. Оцінка туристичного потенціалу регіону: аналіз ресурсної бази, наявних туристичних продуктів та інфраструктури.
2. Ідентифікація ключових учасників: визначення основних суб’єктів майбутнього кластеру.
3. Формування партнерських відносин: створення коопераційних зв’язків між учасниками.
4. Розробка стратегії розвитку кластеру: визначення спільної місії, бачення, цілей.
5. Інституціоналізація кластеру: створення керівного органу (асоціації, ради кластеру).
6. Моніторинг та коригування: постійне удосконалення функціонування кластеру.

## Значення кластеризації
Кластерний підхід дозволяє:
- підвищити конкурентоспроможність туристичних продуктів;
- залучити інвестиції;
- створити нові робочі місця;
- забезпечити сталий розвиток регіонів;
- стимулювати інновації.

## Український досвід
В Україні приклади формування туристично-рекреаційних кластерів спостерігаються, зокрема, в Карпатському регіоні, на Закарпатті, Львівщині, Буковині. У наукових працях дослідниці Голод А. П.аналізується специфіка кластеризації в умовах трансформаційної економіки, а також обґрунтовуються підходи до ефективного управління туристично-рекреаційними об’єднаннями.